# Bartolomeo di Neocastro

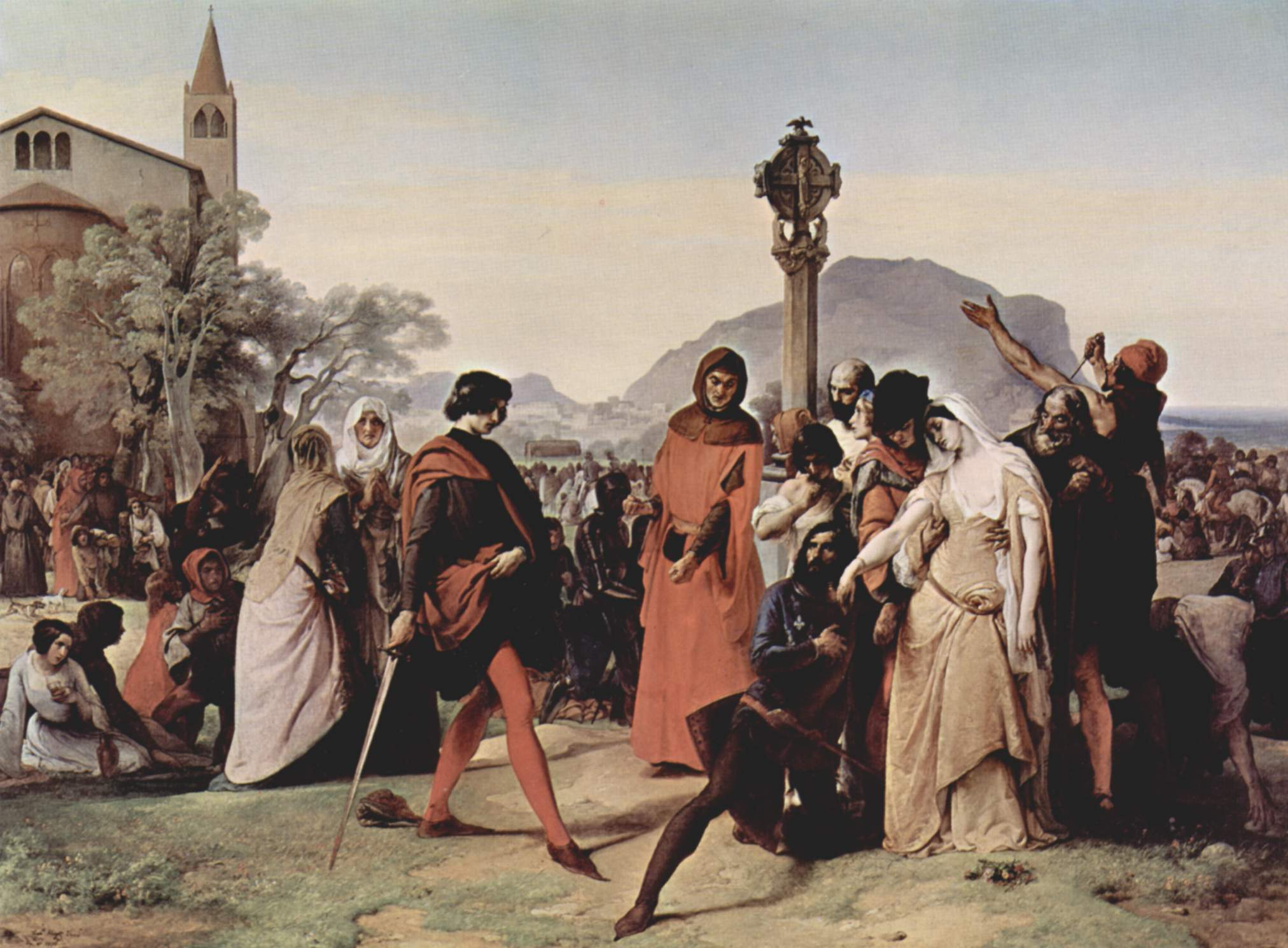
L'episodio scatenante del Vespro, secondo Francesco Hayez

Bartolomeo di Neocastro, o Bartholomaeus de Neocastro (Messina, ... – 1294 o 1295),  è stato un cronista medievale, fiorito nel Regno di Sicilia durante la seconda metà del XIII secolo, al tempo della Dinastia Aragona di Sicilia sotto Giacomo il Giusto, autore dell'opera in latino Historia Sicula.

## Biografia
Pochissime sono le notizie sulla sua vita, alcune tratte da accenni alla propria persona che egli fa nella sua cronaca, altre desumibili da notizie di archivio. 
Lo si ritiene nato a Messina nella prima metà del Duecento in una famiglia originaria probabilmente di Nicastro, nella Calabria Ulteriore (oggi una circoscrizione del comune di Lamezia Terme, in provincia di Catanzaro). Si sa poi che fu un giureconsulto presso la stessa città mamertina, esercitandovi inizialmente funzioni giuridiche, prima di assumere incarichi burocratici di primo piano presso la corte aragonese: nel 1286, ad esempio, fu inviato da Giacomo II di Aragona in missione diplomatica presso Onorio IV. Proprio tali notizie rivelano il valore della sua figura come testimone diretto e ravvicinato degli eventi narrati, dei quali fu in qualche caso spettatore dall'interno.

## Historia Sicula

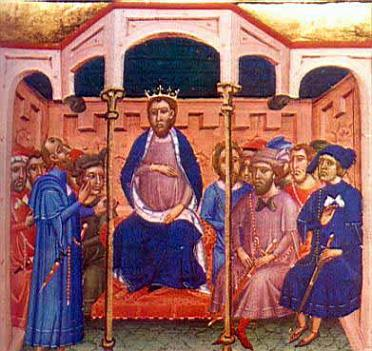
Giacomo II d'Aragona presiede le Cortes di Barcellona.

Fu autore di una Historia Sicula dal 1250 al 1293, redatta in prosa latina. 
L'incipit dell'opera rivela l'occasione che avrebbe fornito lo spunto per la versione in prosa, realizzata a partire da una prima edizione in versi latini, ovvero il desiderio del figlio di essere erudito sugli avvenimenti storici che, negli anni appena trascorsi, avevano mutate le sorti della sua patria: il filo narrativo seguito dall'autore prende le mosse dalla morte di Federico II imperatore (nel 1250) e si spinge fino all'estate del 1293, con la descrizione di un'ambasceria siciliana a Giacomo II d'Aragona, sbarcata a Barcellona il 3 luglio di quell'anno. 

### Pregi e difetti dell'opera
Lo stile è sempre gonfio e prolisso, e a volte anche oscuro. 
Nei contenuti, poi, gli si può imputare il difetto di un'imprecisa conoscenza dei fatti non direttamente conosciuti perché anteriori al suo tempo, una circostanza, questa, che lo fa cadere a volte in gravissime inesattezze e in veri e propri strafalcioni, come i clamorosi scivoloni iniziali in cui incorre nel delineare la genealogia di Federico II di Svevia, che viene detto figlio (anziché nipote) del Barbarossa, mentre quest'ultimo viene indicato come figlio di Enrico VI e Costanza d'Altavilla, ovvero i genitori dello stupor mundi.
Nonostante questi difetti, il valore della cronaca rimane notevole per gli avvenimenti di cui egli fu vivo testimone, anche per il suo punto di vista privilegiato, che lo vedeva introdotto all'interno degli ambienti aragonesi. La Historia di Bartolomeo rimane una delle fonti più importanti soprattutto per la conoscenza degli eventi che rivoltarono il clima politico dell'isola durante e dopo la famosa ribellione del Vespro.